# Społeczność Chrześcijańska w Koszalinie
Społeczność Chrześcijańska w Koszalinie – zbór Kościoła Chrystusowego w RP działających w Koszalinie.
Pastorem zboru jest Marek Kurkierewicz. Nabożeństwa odbywają się przy ul. Gnieźnieńskiej 91 w niedziele o godz. 11:00.

## Historia
Stacja misyjna w Koszalinie Kościoła Chrystusowego w Kołobrzegu została założona w styczniu 1998 roku. Nabożeństwa były prowadzone ul. Morskiej 13 w dawnym budynku gospodarczym, który został zaadaptowany na kaplicę mieszczącą około 50 osób, którą otwarto 4 października 1998. 15 października 2000 podjęto decyzję o usamodzielnieniu się od zboru kołobrzeskiego. Dotychczasowa stacja misyjna stała się pełnoprawnym zborem, a uroczystość inauguracyjna miała miejsce 10 grudnia 2000. Pełniącym obowiązki jego pastora został Piotr Kiciński.
17 października 2004 roku miała miejsce ordynacja Piotra Kicińskiego na pastora. W tym czasie zbór liczył 24 pełnoprawnych członków, nie wliczając dzieci i sympatyków.
W 2003 roku rozpoczęto budowę nowego domu zborowego przy ul. Gnieźnieńskiej 91. Prowadzenie w nim nabożeństw zainaugurowano 4 września 2005, do tego celu została urządzona tymczasowa sala na 100 osób, mieszcząca się w docelowej części administracyjnej budynku. Oficjalne otwarcie ukończonego obiektu miało miejsce 15 czerwca 2008 roku, w uroczystości poświęcenia kaplicy zboru uczestniczył prezbiter naczelny Andrzej W. Bajeński. Nowa kaplica posiada 200 miejsc siedzących i jest wyposażona w baptysterium.